# Église Notre-Dame-du-Rosaire de Saint-Ouen
L’église Notre-Dame-du-Rosaire est une église catholique située au lieu-dit La Croix-Blanche, 65 avenue Gabriel-Péri à Saint-Ouen-sur-Seine.

## Histoire
En 1896, le cardinal Richard, archevêque de Paris, nomme l'abbé Jules Macchiavelli, alors vicaire à la paroisse Saint-Augustin de Paris, curé de Saint-Ouen et lui donne pour mission d'implanter une nouvelle église dans la ville. Celui-ci souhaite en faire une nouvelle étape du pèlerinage de Saint-Denis partant du Sacré-Cœur de Montmartre.
Le 30 septembre 1950, Pierre Seel, Alsacien arrêté et déporté pour homosexualité pendant la Seconde Guerre mondiale, s'est marié dans l'église Notre-Dame-du-Rosaire de Saint-Ouen.

## Architecture
C'est un édifice de 82 mètres de longueur pour 28 mètres de largeur au transept, avec un clocher de 57 mètres de hauteur. Son plan est en croix latine.
La première pierre est bénie le 17 avril 1898 par le vicaire général Mgr Fages. Les cloches sont inaugurées en juin 1906 et le maître-autel en 1919.

### Vitraux
Sa décoration se distingue par de très beaux vitraux réalisés entre les années 1909 et 1930 :
- De 1909 à 1910, le maître verrier Charles Lorin fabrique pour l'édifice dans son atelier chartrain les 4 verrières équipant les baies n° 3 à 6 et une verrière consacrée à Jeanne d'Arc, répertoriées dans l'inventaire général du patrimoine culturel[8],[9] ;
- En 1925, les vitraux du chœur sont réalisés par Florentin Delabre, verrier de Saint-Ouen ;
- En 1930, sont fournies des œuvres du maître verrier Charles Champigneulle sur des dessins du peintre Marc Choisnard représentant les mystères du rosaire[10].

Vitraux de Charles Lorin
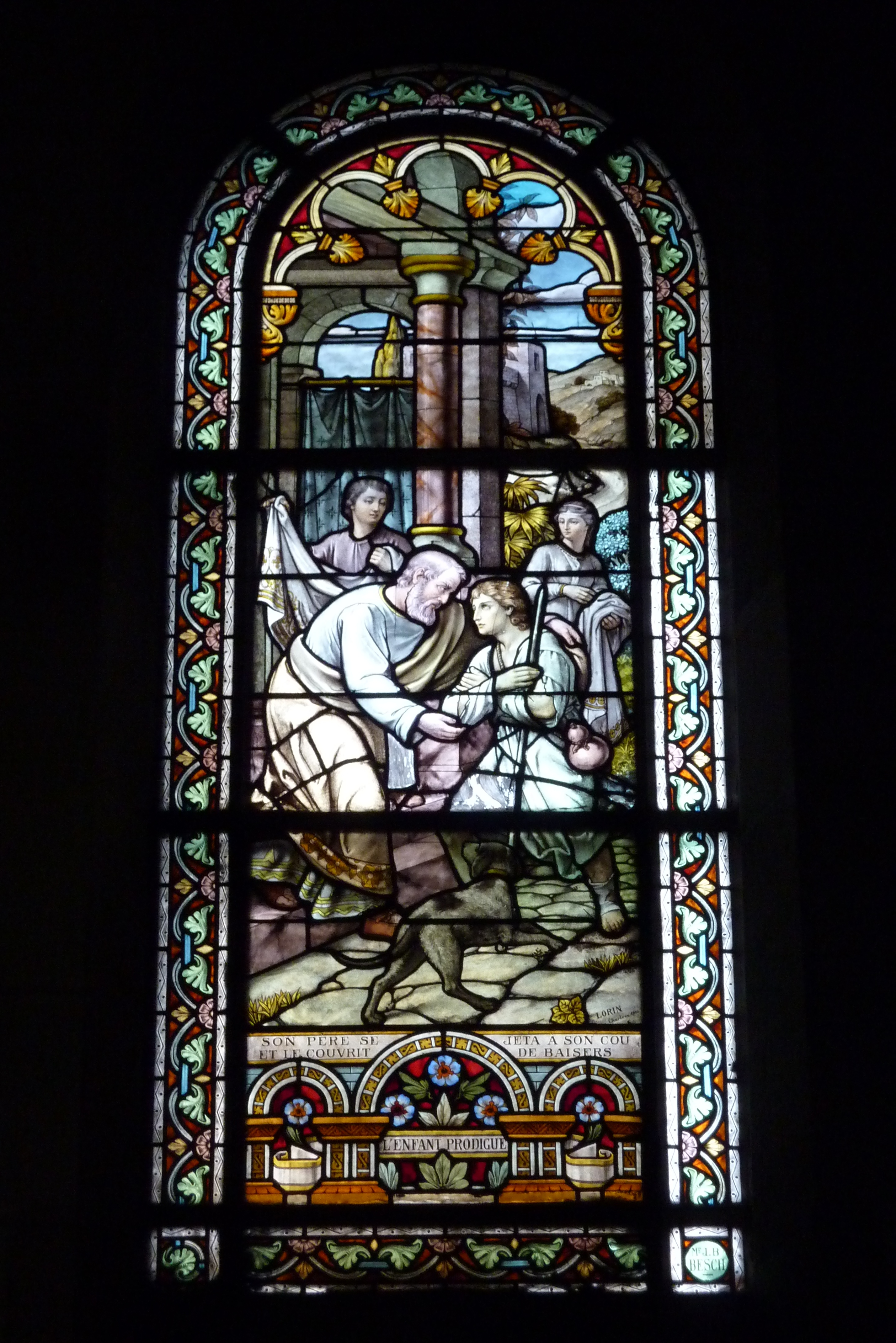
Son père se jeta à son cou et le couvrit de baisers - L'enfant prodigue.
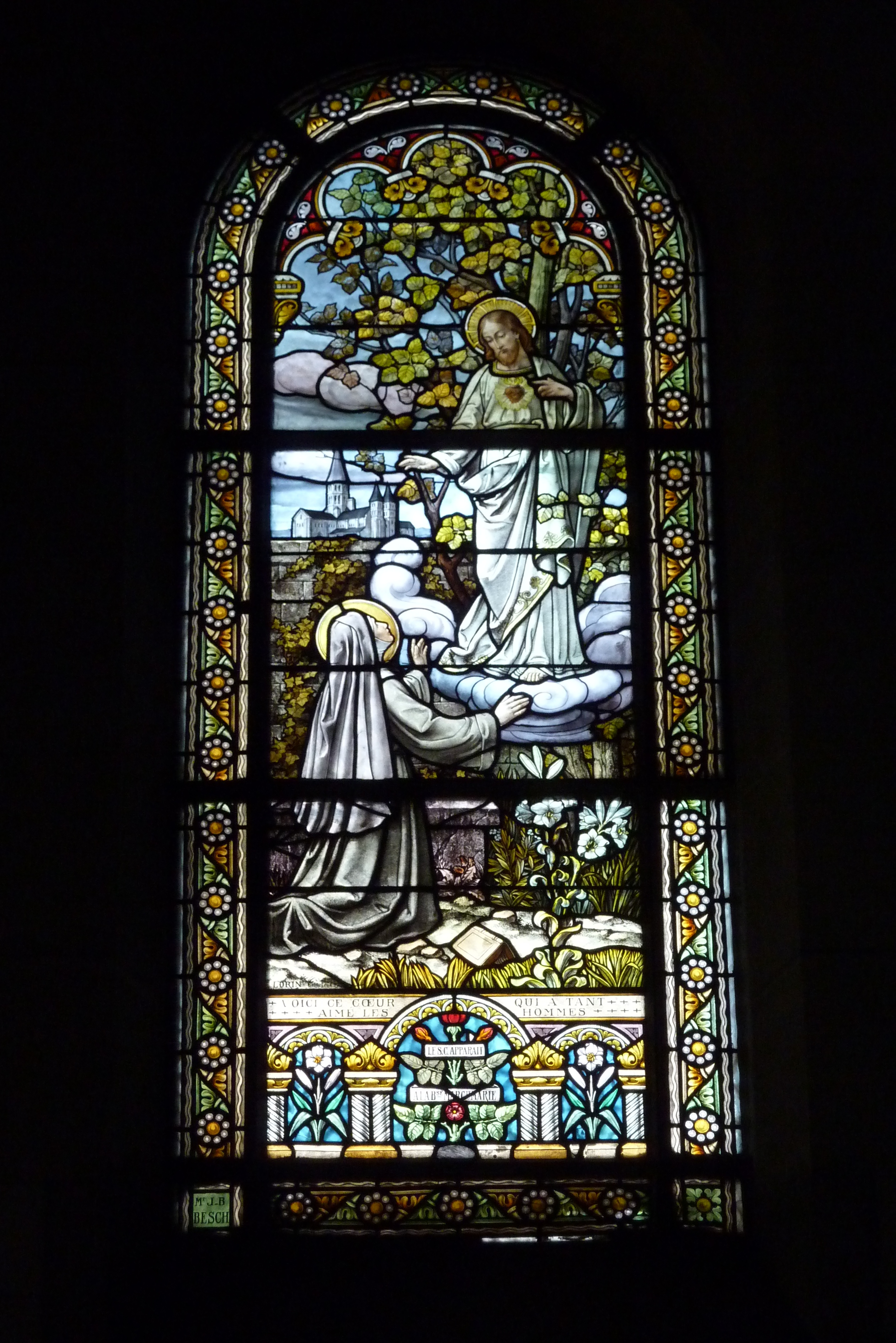
Marguerite-Marie Alacoque. Voici ce cœur qui a tant aimé les hommes.
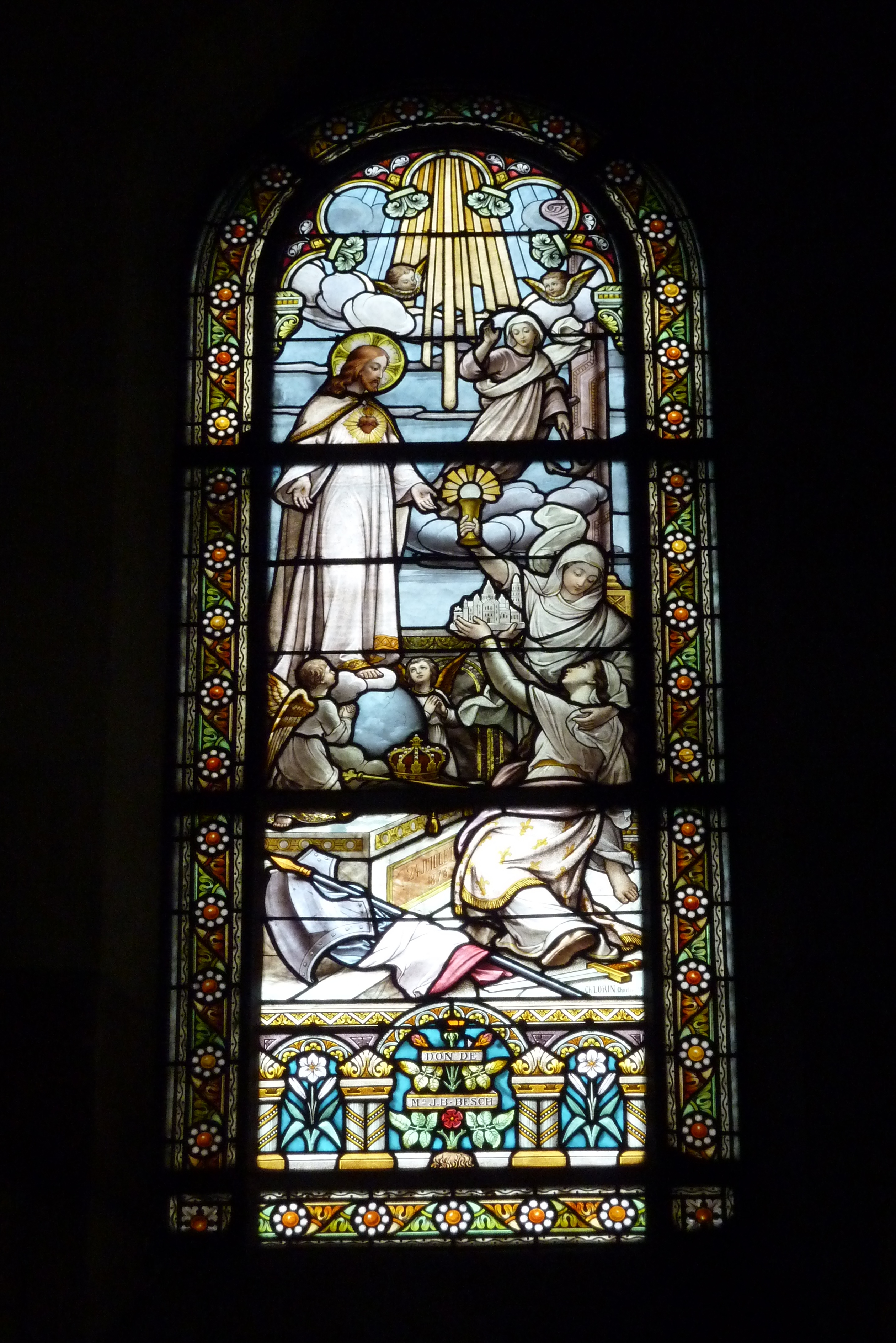
Consécration du Sacré-Cœur à la France.
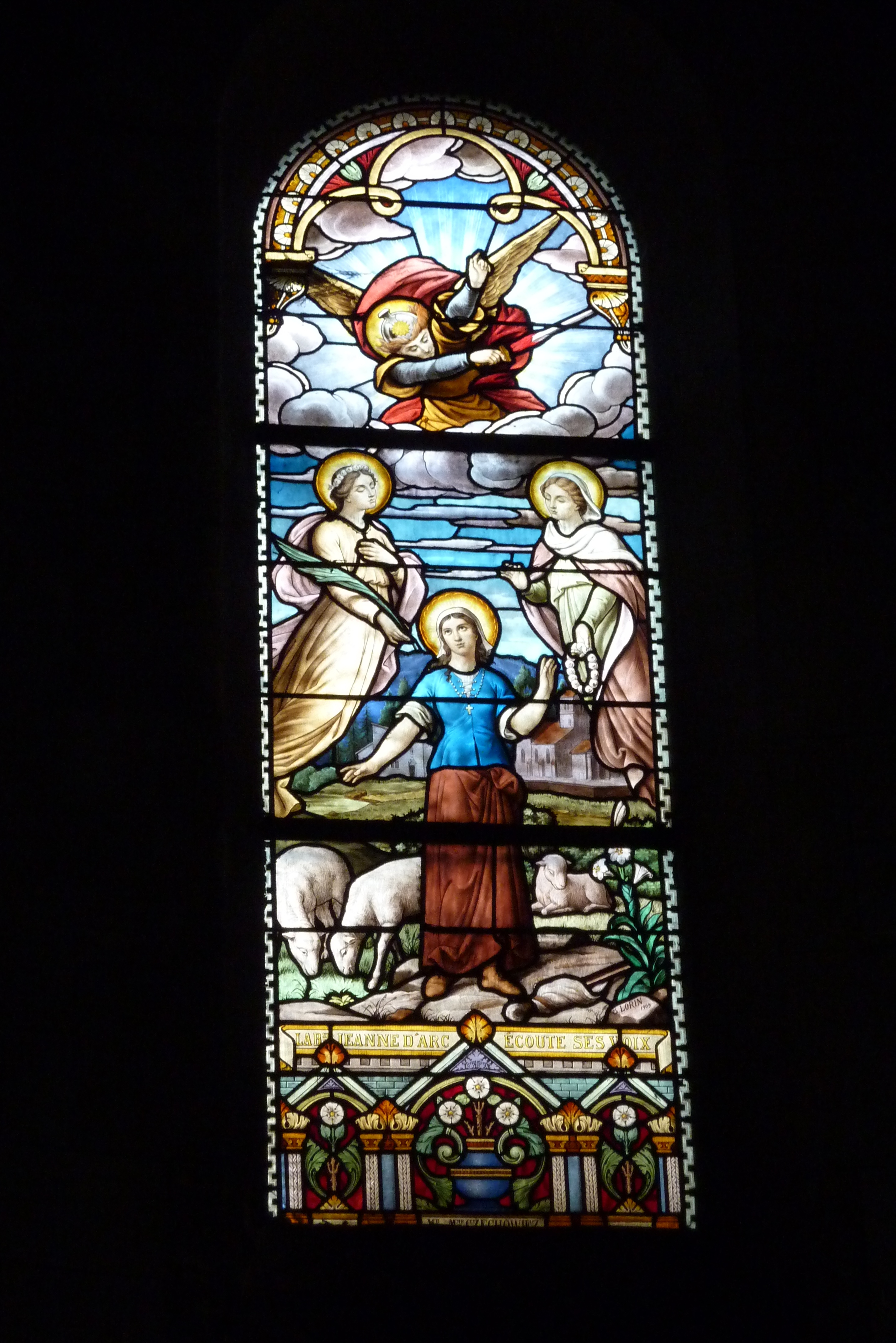
Jeanne d'Arc.

## Vie paroissiale
La messe dominicale est célébrée à 8h30 et à 10h30. Elle est desservie par les Fils de la Charité.